# Sven Thomsen
Sven Bernth Thomsen (* 7. September 1884 in Kopenhagen; † 14. November 1968 in Vittsjö, Schweden) war ein dänischer Segler.

## Erfolge
Sven Thomsen, der für den Kongelig Dansk Yachtklub segelte, gewann 1912 in Stockholm bei den Olympischen Spielen in der 6-Meter-Klasse die Silbermedaille. Er war Crewmitglied der Nurdug II, deren übrige Crew aus Steen Herschend und Hans Meulengracht-Madsen bestand, wobei letzterer Skipper des Bootes war. In zwei Wettfahrten belegte das französische Boot Mac Miche ebenso wie die Nurdug II jeweils einmal den ersten und den zweiten Platz, sodass es zwischen den beiden Booten zum Stechen um den Gesamtsieg kam. Die Mac Miche setzte sich in der dritten Wettfahrt durch und beendete die Regatta damit auf dem ersten Platz, womit der Nurdug II der zweite Platz blieb.